# Triplicate
Triplicate – 38. album studyjny i zarazem pierwszy trzypłytowy album w dyskografii Boba Dylana wydany 31 marca 2017 r. nakładem wytwórni Columbia Records. W albumie znalazło się 30 nowych nagrań studyjnych, obejmujących interpretację klasycznych amerykańskich piosenek. Każda z trzech płyt w albumie jest oddzielnie zatytułowana i zawiera po 10 utworów pogrupowanych tematycznie.
Album promuje utwór I Could Have Told You zamieszczony w serwisie YouTube.

## Lista utworów

### Dysk 1 –`Til the Sun Goes Down
1. „I Guess I'll Have to Change My Plans” (Arthur Schwartz, Howard Dietz) – 2:27
2. „September of My Years” (Jimmy Van Heusen, Sammy Cahn) – 3:25
3. „I Could Have Told You” (Carl Sigman, Jimmy Van Heusen) – 3:37
4. „Once Upon a Time” (Charles Strouse, Lee Adams) – 3:37
5. „Stormy Weather” (Harold Arlen, Ted Koehler) – 3:05
6. „This Nearly Was Mine” (Richard Rodgers, Oscar Hammerstein II) – 2:48
7. „That Old Feeling” (Sammy Fain, Lew Brown) – 3:38
8. „It Gets Lonely Early” (Van Heusen, Cahn) – 3:10
9. „My One and Only Love” (Guy Wood, Robert Mellin) – 3:21
10. „Trade Winds” (Cliff Friend, Charles Tobias) – 2:40

### Dysk 2 –Devil Dolls
1. „Braggin'” (Jimmy Shirl, Robert Marko, Henry Katzman) – 2:44
2. „As Time Goes By” (Herman Hupfeld) – 3:22
3. „Imagination” (Van Heusen, Johnny Burke) – 2:34
4. „How Deep Is the Ocean?” (Irving Berlin) – 3:23
5. „P.S. I Love You” (Gordon Jenkins, Johnny Mercer) – 4:17
6. „The Best Is Yet to Come” (Cy Coleman, Carolyn Leigh) – 2:57
7. „But Beautiful” (Van Heusen, Burke) – 3:22
8. „Here's That Rainy Day” (Van Heusen, Burke) – 3:27
9. „Where Is the One?” (Alec Wilder, Edwin Finckel) – 3:14
10. „There's a Flaw in My Flue” (Van Heusen, Burke) – 2:47

### Dysk 3 –Comin' Home Late
1. „Day In, Day Out” (Rube Bloom, Mercer) – 3:01
2. „I Couldn't Sleep a Wink Last Night” (Harold Adamson, Jimmy McHugh) – 3:15
3. „Sentimental Journey” (Les Brown, Ben Homer, Bud Green) – 3:11
4. „Somewhere Along the Way” (Van Heusen, Sammy Gallop) – 3:18
5. „When the World Was Young” (Philippe-Gérard, Angèle Vannier, Mercer) – 3:47
6. „These Foolish Things” (Eric Maschwitz, Jack Strachey) – 4:11
7. „You Go to My Head” (John Frederick Coots, Haven Gillespie) – 3:06
8. „Stardust” (Hoagy Carmichael, Mitchell Parish) – 2:30
9. „It's Funny to Everyone But Me” (Jack Lawrence) – 2:38
10. „Why Was I Born?” (Jerome Kern, Hammerstein II) – 2:50